# 734

## Починали
- Билге хан, тюркютски хаган